# Jerne IF
Jerne Idrætsforening er en idrætsforening beliggende i Esbjerg-bydelen Jerne. Den blev grundlagt i 1906.

## Fodbold
Fra 1902-2012 spillede klubben i Jyllandsserien.
Spillere som Kevin Conboy, Philip Billing, Ole Kjær og Lars Jakobsen har alle spillet for klubben. Holdet har bl.a. været trænet af Egon Jensen